# Futbolista del año en Georgia
El premio al Futbolista Georgiano del año es un galardón votado por los periódicos de Georgia al mejor futbolista en cualquier liga del mundo.
Desde el año 1993 lo otorga el periódico deportivo Sarbieli (ruso: Сарбиели). En 1990 y 1992 fue otro periódico quien dio el premio, el Kartuli Pekhburti (ruso: Картули пехбурти).

## Palmarés
| Año  | Futbolista              | Club            | Puntos |
| ---- | ----------------------- | --------------- | ------ |
| 1990 | Temuri Ketsbaia         | Dinamo Tbilisi  |        |
| 1992 | Mikhail Jishkariani     | Tskhumi Sukhumi |        |
| 1993 | Georgi Kinkladze        | Dinamo Tbilisi  |        |
| 1994 | Shota Arveladze         | Trabzonspor     |        |
| 1995 | Akaki Devadze           | Rostselmash     |        |
| 1996 | Georgi Kinkladze        | Manchester City |        |
| 1997 | Temuri Ketsbaia         | AEK             |        |
| 1998 | Shota Arveladze         | Ajax            |        |
| 1999 | Zaza Janashia           | Lokomotiv Moscú |        |
| 2000 | Levan Kobiashvili       | Freiburg        | 158    |
| 2000 | 2nd Kakha Kaladze       | AC Milan        | 136    |
| 2000 | 3rd Georgi Demetradze   | Dinamo de Kiev  | 73     |
| 2001 | Kakha Kaladze           | AC Milan        | 210    |
| 2001 | 2nd Levan Kobiashvili   | Freiburg        | 112    |
| 2001 | 3rd Georgi Nemsadze     | Dundee          | 28     |
| 2002 | Kakha Kaladze           | AC Milan        |        |
| 2003 | Kakha Kaladze           | AC Milan        | 232    |
| 2003 | 2nd Zurab Khizanishvili | Dundee          | 93     |
| 2003 | 3rd Shota Arveladze     | Rangers         | 36     |
| 2004 | Aleksandr Iashvili      | Freiburg        |        |
| 2004 | 2nd Levan Kobiashvili   | Schalke 04      |        |
| 2005 | Levan Kobiashvili       | Schalke 04      | 202    |
| 2005 | 2nd Malkhaz Asatiani    | Lokomotiv Moscú | 184    |
| 2005 | 3rd Kakha Kaladze       | AC Milan        | 29     |
| 2006 | Kakha Kaladze           | AC Milan        | 196    |
| 2006 | 2nd Levan Kobiashvili   | Schalke 04      | 143    |
| 2006 | 3rd Shota Arveladze     | AZ Alkmaar      | 109    |
| 2007 | Shota Arveladze         | AZ Alkmaar      |        |
| 2007 | 2nd Kakha Kaladze       | AC Milan        |        |
| 2007 | 3rd Levan Kobiashvili   | Schalke 04      |        |